# Arachis hassleri
Arachis hassleri là một loài thực vật có hoa trong họ Đậu. Loài này được Krapov., Valls & C.E. Simpson mô tả khoa học đầu tiên năm 2005.